# 遠藤紀勝
遠藤 紀勝（えんどう のりかつ、1940年 - ）は、日本の写真家、民俗・民族学者。
兵庫県滝野町出身。1963年、岡山大学を卒業。のちに5年間、スウェーデンのストックホルムに遊学する。写真家として活動しながら世界各地の民俗に関心をもち、著作をなす。

## 著書

### 単著
- 『ヨーロッパの祭』駸々堂ユニコンカラー双書 1977
- 『ヨーロッパの祭り - 新年から大晦日まで』講談社文庫 1986
- 『仮面 - ヨーロッパの祭りと年中行事』社会思想社 現代教養文庫 1990

### 共著
- 『仮面と祝祭 - ヨーロッパの祭にみる死と再生』谷口幸男共著 三省堂 1982
- 『カラー版 死者の書 - 古代エジプトの遺産パピルス』矢島文夫:文 遠藤紀勝:写真 社会思想社 1986
- 『ヴァイキングの世界』谷口幸男:文 遠藤紀勝:写真 新潮社 1986
- 『クリスマス小事典』大塚光子共著 社会思想社 現代教養文庫 1989
- 『ドラキュラ学入門』吉田八岑共著 社会思想社 現代教養文庫 1992
- 『幻のケルト人 - ヨーロッパ先住民族の神秘と謎 カラー版』柳宗玄共著 社会思想社 1994
- 『図説ヨーロッパの祭り』谷口幸男共著 河出書房新社 1998
- 『写真でみる西洋の仮面と祭り』谷口幸男共著 日本図書センター 2013